# Mary Schoonheyt
Mary Schoonheyt (Batavia (Nederlands-Indië), 17 september 1938 - Amsterdam, 17 september 2011) was een Nederlands beeldend kunstenaar.
Zij studeerde aan het Instituut voor Kunstnijverheidsonderwijs (Rietveld academie, Amsterdam) 1961 -1965 en studeerde 1971-1976 psychologie op de  Universiteit van Amsterdam (1971-1976).
Zij was werkzaam in Den Haag tot 1961 en in Amsterdam van 1961 - 1993. Schoonheyt was docent aan de Gerrit Rietveld Academie,  tekenen en schilderen.

## Solotentoonstellingen
- 1965 Museum Fodor, Amsterdam
- 1966 Galerie Krikhaar, Amsterdam
- 1967 Galerie Swart, Amsterdam
- 1970 Stedelijk Museum, Schiedam
- 1971 Stedelijk Museum, Schiedam
- 1972 Museum Fodor, Amsterdam
- 1983 Museum Fodor, Amsterdam
- 1986 Gemeente Museum, Arnhem
- 1986 Galerie Annex, Amsterdam

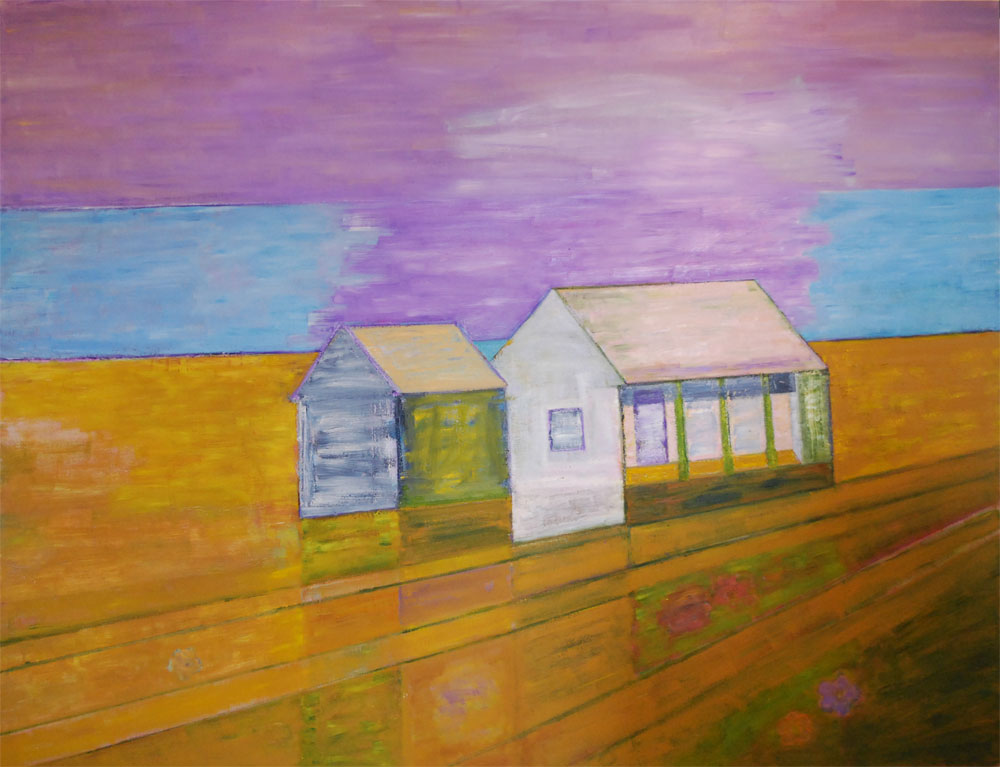
uit de serie temporary shelter

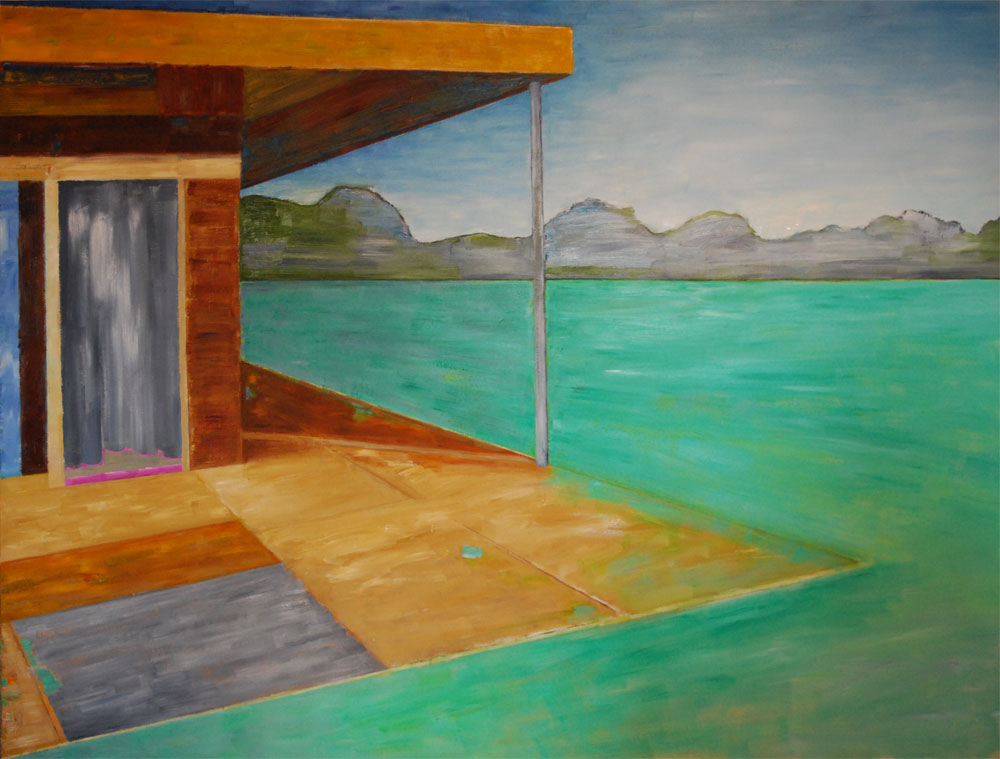
uit de serie temporary shelter

- 1989 Galerie de Veemvloer, Amsterdam
- 1991 Galerie Distelblom, Haarlem
- 1992 Museum Waterland, Purmerend
- 1993 Kantoor Benno Premsela, Amsterdam
- 1997 Galerie Maria Chailloux, Amsterdam
- 2000 Galerie Maria Chailloux, Amsterdam

## Groepstentoonstellingen
- 1966 Galerie Al-Veka, Den Haag
- 1992 Museum Fodor, Fodor Longa Res Brevis
- 1998-2000 Buitenproject 'De Westelijke Eilanden' in samenwerking met Galerie Maria Chailloux en Irene Postma van tentoonstellingsruimte De Veemvloer
- 2004 Hortus Botanicus, Amsterdam, samen met Jacobien de Rooy, Els Timmermans, Peter Verstraten
- 2004 Galerie Maria Chailloux, Amsterdam, samen met Jacobien de Rooy, Els Timmermans, Peter Verstraten
- 2006 Afscheidstentoonstelling Maria Chailloux, Loods 6, KNSM eiland, Amsterdam
- 2007 Tentoonstelling Cacaofabriek, Helmond, met Florette Dijkstra, Hennie van den Bosch

## Opdrachten
- 1971-1973 Zendergebouw, Lopik
- 1974-1977 WVC gebouw, Rijswijk
- 1977-1979 Waterzuiveringsgebouw, Enkhuizen, met Eugene Terwint en Lon Pennock
- 1981-1983 PEN kantoor, Alkmaar
- 1985-1985 PEN gebouw, Velzen
- 1988-1989 Penitentiaire Inrichting, Leeuwarden
- 1992-1992 Lindenholt College, Nijmegen
- 1993-1994 Stadhuis Purmerend (raadszaal)
- 1996-1997 Huisvuil centrale, Alkmaar, (hal kantoor)